# Хусреф Мусемић
Хусреф Мусемић (Јања, 4. јул 1961) бивши је југословенски и босанскохерцеговачки фудбалер, тренутно је фудбалски тренер.

## Каријера

### Клуб
Рођен је 4. јула 1961. у месту Јања, крај Бијељине. Фудбалску каријеру је почео у Раднику из Бијељине, играо је на позицији центарфора. Са 19 година је обукао дрес југословенског прволигаша Сарајева. Био је члан генерације Сарајева која је освојила титулу у Првенству Југославије 1985. године. Након тога је потписао уговор са београдском Црвеном звездом. Као фудбалер „црвено-белих”, Мусемић је постигао 26 првенствених голова и учествовао у освајању титуле првака државе у сезони 1987/88. Његов гол у 1. колу Купа шампиона 1986. против Панатинаикоса нашао се међу 100 најлепших у историји Црвене звезде.
Године 1989. прелази у шкотски клуб Хартс где се задржао пола године. У јануару 1990. поново се вратио у Сарајево и остао до краја те године. У зимском прелазном року поново одлази у иностранство, овај пут у холандски Твенте. Потом је играо за још један холандски клуб ВВВ-Венло, да би од 1992. до 1994. провео у немачком трећелигашу Пфулендорфу.
Након завршетка играчке каријере бави се тренерским послом. Мусемић је водио фудбалски клуб Сарајево у неколико наврата у Премијер лиги БиХ. Као први тренер стручног штаба освојио је титулу са Сарајевом у сезони 2006/07. Био је и тренер Ђерзелеза Зеница, Челика, Олимпика из Сарајева, Слободе из Тузле и Младости Добој Какањ. Од 2017. године је поново тренер Сарајева.

### Репрезентација
За А репрезентацију Југославије одиграо је једну утакмицу.  Наступио је 30. марта 1983. на пријатељском мечу у Темишвару против Румуније.
Након распада Југославије, одиграо је једну утакмицу за репрезентацију Босне и Херцеговине, дана 30. новембра 1995. против Албаније у Тирани.

## Успеси

### Играч
Сарајево
- Првенство Југославије: 1984/85.

Црвена звезда
- Првенство Југославије: 1987/88.

### Тренер
Сарајево
- Премијер лига Босне и Херцеговине: 2006/07., 2018/19.
- Куп Босне и Херцеговине: 2005., 2019.

Олимпик Сарајево
- Прва лига Федерације Босне и Херцеговине: 2008/09.

## Приватно
Његов старији брат је Вахидин Мусемић, некадашњи фудбалер Сарајева и фудбалски репрезентативац Југославије.